# لونانا (بوتان)
لونانا (به لاتین: Lunana) یک منطقهٔ مسکونی در بوتان (کشور) است که در Lunana Gewog واقع شده‌است.